# Plecoptera poderis
Plecoptera poderis là một loài bướm đêm trong họ Erebidae.